# De vrolijke bende
De vrolijke bende is het 66ste stripverhaal van Jommeke. De reeks wordt getekend door striptekenaar Jef Nys.

## Personages
- Jommeke
- Filiberke
- Theofiel
- Marie
- Annemieke
- Rozemieke
- kleine rollen : Flip, Pekkie, Choco

## Verhaal
Dit album is een verzameling van gags. Elke gag neemt een pagina in beslag. Volgende gags komen aan bod.
- De vrienden besluiten Jommeke met een kanon naar de maan te schieten, tot ontzetting van zijn moeder. Hij landt echter met een parachute.
- De bel is kapot en Theofiel kan hem niet herstellen. Jommeke lost dit op door de deurknop te vervangen door een toeter.
- Jommeke maakt per ongeluk zijn vader en moeder nat.
- De vrienden spelen met de bal en binden Pekkie vast aan een boom. Hij trekt het jonge boompje echter uit.
- Ttijdens de jacht verstuikt Filiberke zijn voet, waardoor Jommeke hem terug moet dragen. De Miekes denken echter dat Filiberke neergeschoten is.
- Jommeke en Filiberke rijden met een auto maar vallen in panne. Pekkie biedt redding door de wagen verder te trekken.
- Jommeke en Filiberke spelen kruiwagen door Theofiels kruiwagen af te breken. Daarop moet Jommeke kruiwagen spelen voor zijn vader.
- Jommeke gelooft niet dat een hoefijzer wegwerpen geluk brengt, maar raakt bij het wegwerpen een vluchtende inbreker.
- Jommeke heeft medelijden met een koe die in de regen staat en steekt die in zijn ouders bed die hierdoor niet kunnen slapen.
- Jommeke gaat vissen, maar vangt afval. Wanneer hij toch een vis vangt, gaat een ooievaar ermee aan de haal.
- Pekkies neus bloedt door de krab van een kat. Ze verwittigen de spoeddiensten die hiermee niet kunnen lachen.
- De vrienden maken vogelnestkastjes en hangen die in enkele fruitbomen, maar worden door de boer verjaagd die denkt dat ze zijn peren komen stelen.
- De vrienden zitten in een luchtballon, maar Filiberke schiet die lek met zijn katapult. Het blijkt echter een droom.
- Een vriendje van Jommeke wil zich niet wassen en Jommeke maakt hem wijs dat hij droog water heeft, waardoor hij echter nog vuiler wordt.
- Jommeke moet het gras afrijden, maar besluit een koe erbij te halen.
- Jommeke en zijn vrienden halen een kist op voor een boer. Die kist weegt enorm. Er blijkt een kruiwagen in te zitten.
- Theofiel overslaapt zich omdat hij de wekker niet hoort. De vrienden besluiten wekker te spelen door enorm veel lawaai te maken 's ochtends.
- Jommeke vraagt de weg aan iemand die hem een hele weg beschrijft waarop hij op hetzelfde punt weer uitkomt, want hij was bij de juiste persoon.
- Jommeke speelt mee in de fanfare maar speelt vals en stopt een stop in zijn trompet. Die vliegt er echter uit en vliegt tegen het hoofd van de man voor hem die hem een klap heeft.
- De vrienden laten een leugenaar een fles azijn drinken opdat hij de waarheid zou spreken.
- De vrienden willen zich inzetten voor alle verwaarloosde honden en halen ze allemaal in huis tot ergernis van zijn moeder.
- Tijdens de jacht moet Pekkie een aangeschoten vogel apporteren, maar hij peuzelt hem zelf op.
- Jommeke is het beu om elke dag te moeten afwassen vraagt Choco het te doen. Die breekt echter alle borden per ongeluk.
- De vrienden pakken een man aan die in zijn deur 'rosse' roept. Ze denken dat hij zijn kind beledigt, maar het blijkt de hond te zijn.
- Jommeke heeft nieuwe kleren, maar die raken gescheurd als hij zich moeit in een gevecht.
- Filiberke verstuikt zijn voet en de vrienden willen hem in de plaaster leggen. Ze krijgen de emmer echter niet meer van zijn voet.
- Jommeke moet babysitten, maar wil liever televisie kijken. Hij ontwikkelt een systeem om de wieg vanop afstand te wiegen.
- De vrienden dansen op tafel, maar de poten breken. Ze metsen stenen onder de tafel.
- Bij het voetballen breken de vrienden een venster. Ze vervangen hem op hun kosten, maar breken ze opnieuw wanneer ze de ladder weghalen.
- Jommeke rijdt met zijn fiets een zware dame omver. Hij kan ze niet optillen en roept een takelwagen erbij.
- Jommeke breekt een venster met zijn voetbal en krijgt een pak slaag van zijn vader. Hij wil dit terugdoen en slaat met de mattenklopper op zijn vaders broek die aan een wasdraad hangt.
- Jommeke krijgt onder zijn voeten van zijn vader omdat hij met diens pijp rookt. Wanneer Theofiel echter de pijp schoonmaakt met de handdoek van Marie vliegt hij echter ook buiten.
- De Miekes zien Jommeke en Filiberke vechten en verwittigen de politie. Ze waren echter maar voor de lol aan het oefenen.
- Tante Melanie komt op bezoek en de koekoeksklok die ze schonk moet van zolder gehaald worden. De klok is echter kapot, waarop Flip als koekoek in de klok kruipt.
- Jommekes nieuwe broek hangt door een val vol modder. Hij wast ze en wil ze in de oven drogen, maar vergeet ze waardoor ze verbrandt.
- De vrienden maken een vliegtuig maar moeten een noodlanding maken in het doel van een voetbalveld.
- De Miekes bakken een taart, maar spelen daarna mee met Jommeke en Filiberke. Flip heeft er geen goed oog in. De taart verbrandt tijdens het spelen tot jolijt van Flip.
- Marie beklaagt zich dat ze geen nieuwe moderne hoed meer heeft. Jommeke haalt een hoed boven tot tevredenheid van zijn moeder. Het blijkt echter een oude lampenkap te zijn.

## Achtergronden bij dit verhaal
- Dit is het vierde album met gags in de reeks na Dolle fratsen, Gekke grappen en De Jommekesclub. Er volgen later nog twee van deze albums.
- Heel wat van deze gags zijn actualiseringen van oudere gags die al in de eerdere albums voorkwamen. Sommige verhalen zijn gelijk, andere zijn aangepast. Jommeke is er ouder in en vaak nemen Filiberke en de Miekes rollen in die in de oudere gags door andere personages ingenomen werden. Ook zijn ouders zijn moderner getekend dan in de oudere gags. Flip en Pekkie komen in enkele gags voor, Choco in eentje.